# التأثير الثقافي لسلسلة أفلام حرب النجوم

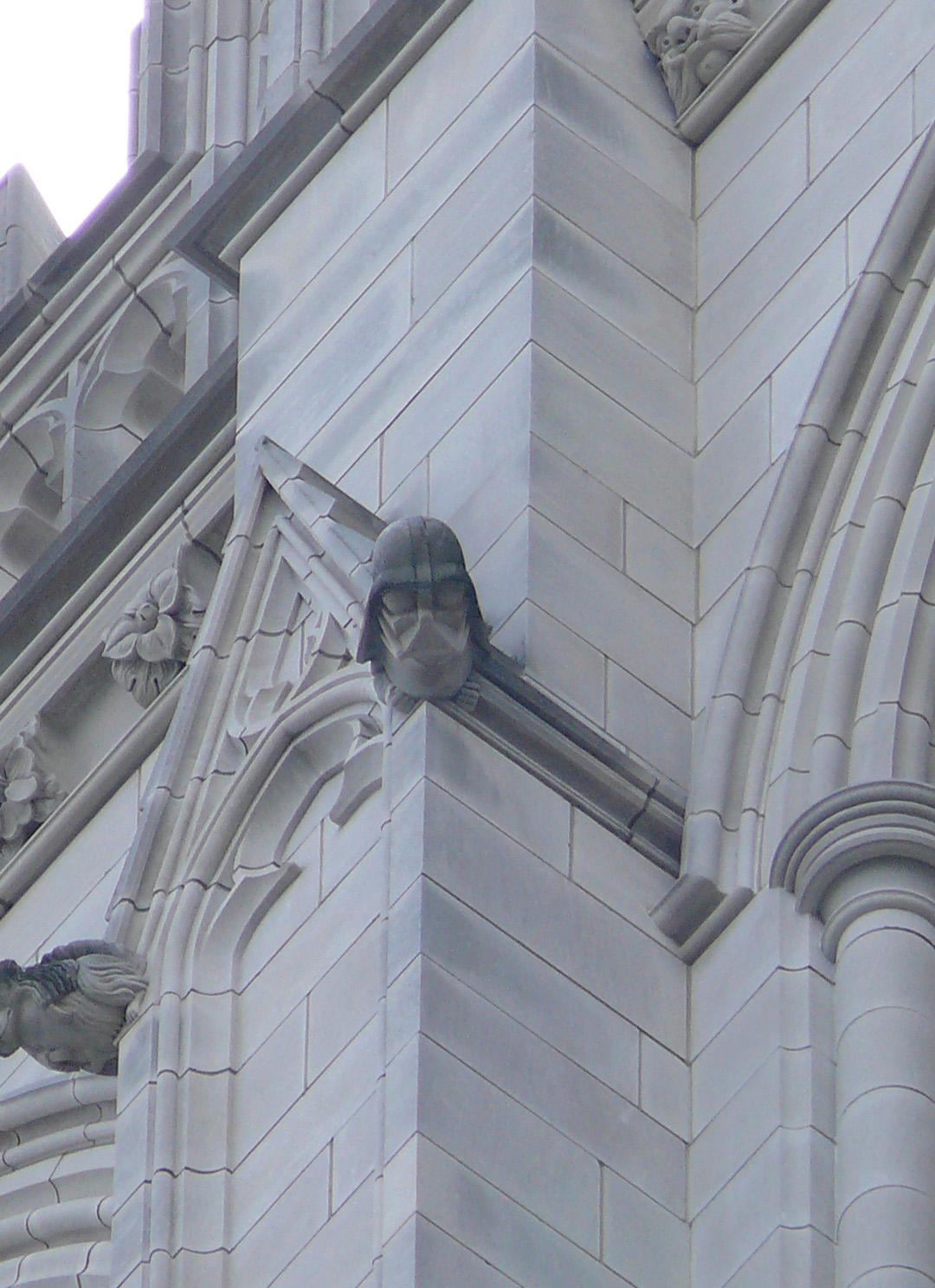
رأس دارث فيدر على البرج الشمالي الغربي لكاتدرائية واشنطن الوطنية (الكنيسة الأسقفية) في واشنطن العاصمة.

كان لملحمة أفلام الخيال العلمي التي ألفها جورج لوكاس، حرب النجوم، تأثير كبير في الثقافة الشعبية الحديثة. إذ إن الإشارات إلى حرب النجوم مغروسة بعمق في الثقافة الشعبية، الإشارات إلى المواضيع والشخصيات الأساسية توجد عادةً في الكثير من الدول المتحدّثة بالإنكليزية مع توقّع أن المتلقي سيفهم معنى الإشارة. أصبح دارث فيدر شخصية شريرة أيقونية، وشخصيات مثل لوك سكايووكر، هان سولو، الأميرة ليا، C-3PO، R2-D2، وتشيوباكا أصبحوا جميعًا شخصيات معروفة على نطاق واسع حول العالم. أصبحت تعبيرات مثل «الإمبراطورية الشريرة»، «عسى أن تكون القوة معك»، و«أنا والدك» جزءًا من القاموس الشعبي. كان أول أفلام حرب النجوم عام 1977 موحّدًا ثقافيًا واستمتع به نطاق واسع من الناس.
لوحظ أن الكثير من الجهود في مجال الخيال العلمي -خصوصًا في الأفلام- يبدو أنّها تحت تأثير كبير وإلهام من ثلاثية حرب النجوم الأصلية وكذلك من الأفلام اللاحقة، والمسلسلات، والألعاب، والنصوص الناتجة منها. أصبحت الصوتيات والمرئيات وحتى الموسيقى التصويرية الأيقونية للفيلم جزءًا متكاملًا في المجتمع الأمريكي. ساعد الفيلم على انطلاق فترة صعود أفلام الخيال العلمي في نهايات السبعينيات وبدايات الثمانينيات، ما جعلها نوع الأفلام الأنجح. هذا التأثير جعل السلسلة هدفًا أساسيًا للمحاكاة الساخرة، بعض الأمثلة على ذلك تتضمن فيلم كرات الفضاء وحلقة الحصاد الأزرق لمسلسل فاميلي غاي والمحاكاة المفضلة لجورج لوكاس «حرب المعدات» التي كتبها إيرني فوسليوس.

## الفنون

### تاريخ صناعة الأفلام

#### التأثير المالي في شركة فوكس
حصلت شركة توينتيث سينشوري فوكس على حقوق حرب النجوم. عندما أصبح الفيلم قنبلة العقد فجأة، حاصدًا إيرادات تبلغ 100 مليون دولار في 3 أشهر، ارتفعت قيمة أرصدة فوكس من 6 دولارات إلى 25 دولارًا للسهم، وأنتج للأستديو 1.2 مليون دولار أرباحًا في اليوم. اشترت فوكس شركة إسبن للتزلج وشركة ببل بيتش للغولف بالمال الفائض، وأعلنت زيادة في الأرباح في 1977. الأرباح من إعادة إطلاق حرب النجوم والأفلام اللاحقة والبضاعة المتعلقة بها أغنت الأستديو في العقود التالية. حوّل الفيلم فوكس من شركة إنتاج شبه مفلسة إلى شركة إعلامية ناجحة كبيرة.

#### التأثير في صناعة الافلام
غيّرت حرب النجوم جماليات وأسلوب السرد لأفلام هوليوود تغييرًا كبيرًا، إذ غيّرت من تركيز أفلام هوليوود على القصص عميقة المعنى المبنية على أساس نزاع درامي إلى أفلام ناجحة مليئة بالمؤثرات الخاصة. إضافةً إلى تغيير صناعة الأفلام في هوليوود بطريقة كبيرة، قبل حرب النجوم لم تكن المؤثرات الخاصة قد تقدمت جيدًا منذ خمسينيات القرن الماضي.
كانت السلسلة أيضًا تميل إلى استخدام الصور المنشأة بالحاسوب في الأفلام. نجاح حرب النجوم خلق موجة تقدّم وازدهار في مجال المؤثرات الخاصة في أواخر السبعينيات وزاد الاستثمار في تطويرها. إذ تكوّنت شركات مثل شركة ديجيتال برودكشن للإنتاج الرقمي وإندستريال لايت ماجيك لتوفيرها. ابتكر أول أفلام السلسلة عام 1977 نمط أفلام الباستيش أو متعدد الأنماط، إذ تجتمع عدّة أنماط كلاسيكية في فيلم واحد. في حرب النجوم، كانت الأنماط هي: الخيال العلمي، والغرب الأمريكي، والحرب، والملحمة شبه الغامضة. بجانب فيلم الفك المفترس، بدأ حرب النجوم تقاليد قنبلة الصيف في عالم الترفيه، إذ يُعرض الفيلم على عدة شاشات في الوقت نفسه ووُجدت أهمية سلاسل الافلام المربحة. إذ خلق نموذج ثلاثيات الأفلام الكبرى وبيّن أن الحقوق المقتبسة من فيلم قد تدر أرباحًا أكثر من الفيلم نفسه.
التصوير المجسّم المرتبط بحرب النجوم ساعد بوصفه أداةً تكنولوجية لشبكة سي إن إن خلال ليلة تغطية انتخابات 2008. إذ بدا أن المراسلة جيسيكا ييلن والموسيقار ويل إي إم في ستديوهات الشبكة في نيويورك يتحدثان وجهًا لوجه مع المضيفين أندرسون كوبر وولف بليتزر، لكنهما في الحقيقة كانا في شيكاغو، في حشد باراك أوباما. تضمنت العملية وقوف ييلن وويل إي إم أمام شاشة زرقاء في خيمة خاصة بينما تصوّرهم 35 كاميرا عالية الدقة.
أثرت السلسلة أيضًا في صناعة الأفلام باستخدام أسلوب سردي هو «رحلة البطل» الموجود في كتاب «البطل بألف وجه» للكاتب جوزيف كامبل. كتب جورج لوكاس 4 مسودّات لقصة الفيلم، وبين المسودة الأولى والثانية، قرأ كتاب جوزيف كامبل «البطل بألف وجه». اكتشف جورج أن أولى مسوداته تتبع العديد من مبادئ الكتاب. هذا التركيب الملحمي في أعماق جذور أفلامه كان عاملًا أساسيًا في نجاحها. تبنّت أفلام لاحقة عديدة أسلوب رحلة البطل بنجاح، مثل ثلاثيات سيد الخواتم والهوبيت وماتريكس.

### مسلسل الماندلوري
في 2019، أصبح لشخصية الطفل أو «يودا الصغير» الموجودة في المسلسل شعبية كبيرة في ألعاب الأطفال، وأصبح ميم على الانترنت.

## العلوم

### التأثير في علم الطيران
أقام متحف الطيران والفضاء الوطني معرضًا باسم «حرب النجوم: سحر الخيال»، يحتوي على آلات ونماذج وأزياء وشخصيات أصلية ظهرت في الأفلام الثلاثة الأولى من السلسلة. في أكتوبر 2007، أطلقت ناسا مكوكًا فضائيًا يحتوي على سيف ضوئي أصلي إلى مدار الأرض، كان هو سيف لوك سكايووكر في فيلم عودة الجيداي، بعد قضاء أسبوعين في مدار الأرض، أُعيد بتاريخ 7 نوفمبر 2007 ليُرَد إلى مالكه جورج لوكاس.
سُمّي أول صاروخ فضائي تطلقه شركة فضاء خاصة باسم الصقر 1 الذي أطلقته شركة سبيس اكس، استخدم إيلون ماسك اسم الصقر إشارةً إلى صقر الألفية في حرب النجوم. ونجاح الصقر 1 أدى إلى صنع نسخ مُحدّثة من الصاروخ، ما أنشئ عائلة الصقر من الصواريخ الفضائية واستُبدل الصقر 1 بالصقر 9.

## السياسة والدين

### التأثير السياسي
عندما طرح الرئيس الأمريكي رونالد ريغان «مبادرة الدفاع الاستراتيجي»، وهي أنظمة من الليزر والصواريخ مخصصة للتصدي للصواريخ الباليستية العابرة للقارات، سُميت هذا الخطة «حرب النجوم» دلالةً على كونها أشبه بالخيال العلمي، وربطها بالمسيرة التمثيلية للرئيس. وفقًا لفرانسيس فيتزجيرالد، فقد انزعج الرئيس من هذا، لكن قال مساعد رئيس الدفاع ريتشارد بيرل لزملائه إن الرئيس «لم يظنه بذلك السوء» و«لم لا، إنه فيلم جيد ويفوز فيه الأخيار في النهاية». أصبح لهذا الاسم صدى أكبر عندما أطلق ريغان على الاتحاد السوفييتي اسم «الإمبراطورية الشريرة».
في الانتخابات الرئاسية الأوكرانية عام 2014، حاول حزب الإنترنت الأوكراني ترشيح شخص اسمه دارث فيدر، لكن رُفض تسجيله، لعدم إمكانية التحقق من هويته الحقيقية. ترّشح أيضًا رجل باسم دارث فيدر في انتخابات عمدة مدينة كييف عام 2014 وكان أيضًا مرشحًا في انتخابات عمدة أوديسا في نفس اليوم للحزب نفسه.
سنة 2015، جزءًا من عملية اجتثاث الشيوعية في أوكرانيا، تحول تمثال فلاديمير لينين إلى صرح لدارث فيدر في مدينة أوديسا.
في انتخابات أوديسا المحلية 2020، ترشح شخص باسم دارث فيدر ليكون عمدة المدينة.

### الدين (الجيدايئية)
يوجد دين حقيقي مبني على حرب النجوم. إذ يتبع أتباعه نسخة مُعدلة من قانون الجيداي ويؤمنون بفكرة «القوة» حقلًا من الطاقة يحيط بكل الكائنات الحية، «يحيط بنا، يخترقنا ويربط المجرات مع بعضها»، كما في الفيلم، لكن دون العنصر الخيالي مثل تحريك الأشياء بواسطة الدماغ. الكثير من المواطنين حول العالم يختارون الجيدايئية في إحصائيات السكان في بلادهم، إذ نجد نسب عالية في أستراليا ونيوزيلندا.
أُثير انتباه الإعلام العالمي بعد طلب بناء معبد للجيداي داخل جامعة في تركيا.

## أخرى
بين عامي 2002 و2004، عرضت متاحف في اليابان وسنغافورة وأسكتلندا وإنكلترا «فن حرب النجوم»، وهو معرض يوضح عملية صنع الثلاثية الأصلية من حرب النجوم.
سنة 2013، أصبح حرب النجوم أول فيلم أساسي يُترجم إلى لغة نافاهو.
تُعَلِّم العديد من المنظمات حول العالم قتال السيوف الضوئية رياضةً تنافسية باستخدام تقنيات مأخوذة من الأفلام، واستخدام أسلحة بالحجم الكامل مصنوعة من البلاستيك الصلب وتبعث السيوف أضواءً وأصوات.